# Římskokatolická církev v Bulharsku
Římskokatolická církev představuje v převážně pravoslavném Bulharsku jednu z okrajových církví, při sčítání lidu v roce 2001 se k ní přihlásilo 43 811 obyvatel (0,57 % obyvatel). Mimo to zde žije 15 000 katolíků východního obřadu (asi 0,19 % obyvatel).

## Struktura

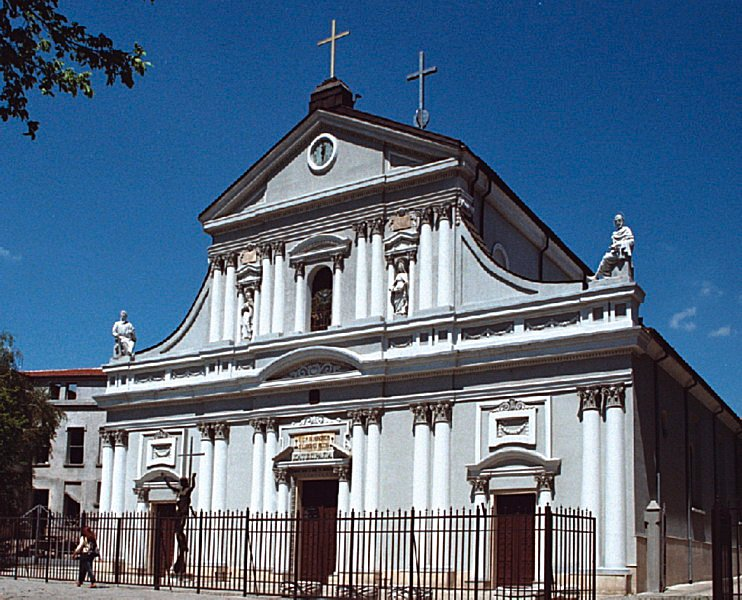
Katedrála sv. Ludvíka v Plovdivu

- diecéze nikopolská (založena 1789) – sídlo Ruse
- diecéze sofijsko-plovdivská (vznik 1979 z apoštolského vikariátu) – sídlo Plovdiv s katedrálou sv. Ludvíka; v Sofii je konkatedrála sv. Josefa